# Zuberec
Zuberec est un village de Slovaquie situé dans la région de Žilina.

## Histoire
La première mention écrite du village date de 1593.

## Démographie

### Évolution de la population
| Année:               | 1994. | 2004.   | 2014.   | 2024.   |
| -------------------- | ----- | ------- | ------- | ------- |
| Nombre de personnes: | 1682  | 1814    | 1840    | 1928    |
| Différence:          |       | +7,84 % | +1,43 % | +4,78 % |

| Année:               | 2023. | 2024.   |
| -------------------- | ----- | ------- |
| Nombre de personnes: | 1945  | 1928    |
| Différence:          |       | -0,87 % |